# Sydney Pollack
Sydney Irwin Pollack (n. 1 iulie 1934, Lafayette, Indiana, SUA – d. 26 mai 2008, Pacific Palisades⁠(d), California, SUA) a fost un regizor, producător și actor american, câștigător al premiului Oscar în anul 1985 cu filmul Departe de Africa (Out of Africa). A regizat mai bine de 21 de filme, a jucat în peste 30 de filme și a produs peste 44 de filme. A încetat din viață răpus de un cancer pe data de 26 mai 2008.

## Filmografie

### Regizor
- 1965 La capătul firului (The Slender Thread)
- 1969 Și caii se împușcă, nu-i așa? (They Shoot Horses, Don't They?)
- 1972 Jeremiah Johnson
- 1973 Cei mai frumoși ani (The Way We Were)
- 1977 Bobby Deerfield
- 1979 Călărețul electric (The Electric Horseman)
- 1982 Tootsie
- 1985 Departe de Africa (Out of Africa)
- 1990 Havana
- 1993 Firma (The Firm)
- 1999 Destini incrociati (Random Hearts)

### Actor
- Soți și soții (1992)

## Premii și nominalizări
- 1985: premiul Oscar pentru cel mai bun regizor
- 2002: premiul Leopardul de aur